# Predvorica
Predvorica (cyr. Предворица) – wieś w Serbii, w okręgu maczwańskim, w mieście Šabac. W 2011 roku liczyła 413 mieszkańców.